# Cubatyphlops
Cubatyphlops — рід змій родини сліпунів (Typhlopidae). Представники цього роду мешкають на Кубі, Багамських і Кайманових островах.

## Види
Рід Cubatyphlops нараховує 12 видів:
- Cubatyphlops anchaurus (Thomas & Hedges, 2007)
- Cubatyphlops anousius (Thomas & Hedges, 2007)
- Cubatyphlops arator (Thomas & Hedges, 2007)
- Cubatyphlops biminiensis (Richmond, 1955)
- Cubatyphlops caymanensis (Sackett, 1940)
- Cubatyphlops contorhinus (Thomas & Hedges, 2007)
- Cubatyphlops epactius (Thomas, 1968)
- Cubatyphlops golyathi (Domínguez & Moreno, 2009)
- Cubatyphlops notorachius (Thomas & Hedges, 2007)
- Cubatyphlops paradoxus (Thomas, 1968)
- Cubatyphlops perimychus (Thomas & Hedges, 2007)
- Cubatyphlops satelles (Thomas & Hedges, 2007)